# Pam MacKinnon
Pam MacKinnon (Chicago, 9 gennaio 1968) è una regista teatrale statunitense.

## Biografia
Pam MacKinnon è nata a Chicago ed è cresciuta nei sobborghi di Buffalo. Ha studiato economia e scienze politiche all'Università di Toronto; dopo aver intrapreso un dottorato di ricerca in scienze politiche all'Università della California abbandonò gli studi per lavorare con il regista Des McAnuff a San Diego. Successivamente si è specializzata in regia al Lincoln Center. Nei primi anni della sua carriera, la MacKinnon si è specializzata nel portare in scena le opere del drammaturgo Edward Albee, tra cui La capra o chi è Sylvia? (Houston, 2003), The Play About the Baby (Chicago, 2003), Peter and Jerry (New York, 2007), Occupant (New York, 2008) e Un equilibrio delicato (Washington, 2009).
Nel 2010 ha ottenuto il successo quando ha curato la regia del dramma Clybourne Park in occasione del suo debutto newyorchese; la pièce ha vinto il Premio Pulitzer per la drammaturgia, mentre la MacKinnon ha vinto l'Obie Award per la regia e ha ottenuto una candidatura al Tony Award. Negli anni successivi ha diretto due classici del teatro americano: Morte di un commesso viaggiatore a San Diego e Chi ha paura di Virginia Woolf? a Chicago e poi Broadway. Il revival dell'opera di Albee ha ottenuto recensioni molto positive e la regista ha vinto il Tony Award alla miglior regia di un'opera teatrale. Nel 2014 ha diretto un'altra opera di Albee a Broadway, Un equilibrio delicato al John Golden Theatre con un cast di alto profilo che annoverava Glenn Close, John Lithgow e Martha Plimpton. Nel 2017 è tornata a dirigere a Broadway, curando la regia del musical Amélie e del dramma The Parisian Woman con Uma Thurman.